# (32949) 1996 AR3
1996 أي أر 3 (ويعرف أيضًا باسم (32949) 1996 أي أر 3 وفق تسمية الكوكب الصغير) (بالإنجليزية: 1996 AR3)‏ هو كويكب ضمن حزام الكويكبات؛ وترتيبه 32949 من حيث الاكتشاف.
اكتُشف هذا الجُرم الفلكي بواسطة Maui Space Surveillance Complex ‏ في 14 يناير 1996.

## وصلات خارجية
- (32949) 1996 AR3 في قاعدة بيانات مختبر الدفع النفاث لأجرام النظام الشمسي الصغيرة

- الاكتشاف · مخطط المدار ·  العناصر المدارية · المعلمات المادية

- (32949) 1996 AR3 على موقع ويكي سكاي: DSS2, SDSS, GALEX, IRAS, Hydrogen α, X-Ray, Astrophoto, Sky Map, Articles and images